# Staro mesto Lidžjang
Staro mesto Lidžjang (poenostavljeno kitajsko: 丽江古城; tradicionalno kitajsko: 麗江古城), običajno imenovano Dajan (kitajsko: 大研) je zgodovinsko središče mesta Lidžjang v Junanu na Kitajskem. Je na Unescovem seznam svetovne dediščine.

## Zgodovina
Mesto ima zgodovino, ki sega več kot 1000 let nazaj in je bilo nekoč stičišče trgovanja vzdolž Starodavne ceste čaja in konjev. Staro mestno jedro Dajana je znano po urejenem sistemu vodnih poti in mostov, sistemu, ki hitro postane spomin, ko se nivo podzemne vode spusti, verjetno zaradi čezmerne pozidave v primestnih območjih.
Kultura Lidžjanga združuje tradicionalno kulturo Naši in neskladne elemente, pridobljene od kitajskih trgovcev Han iz dinastije Ming, ki so se naselili v regiji pred stoletji. Prebivalstvo Naši je ohranilo stanovanjski slog iz lesa in blatne opeke, ki so se ga naučili od trgovcev iz Nandžinga. Lokalni tesarji še vedno gradijo dovršeno zgrajene lesene hišne okvirje po spominu brez načrtov ali drugih risb. Te hiše so pogosto okrepljene s podrobnimi rezbarijami rož in ptic na oknih. Rezbarije zdaj izdelujejo etnični obrtniki Bai, vendar je pozornost namenjena upodobitvi flore in favne štirih letnih časov na tradicionalni kitajski način Han. Celo obubožane kmečke družine zbirajo sredstva za vgradnjo izrezljanih oken in zdi se, da se jim zdijo pomembnejša od hišnega pohištva. Okenske plošče so na voljo za prodajo turistom.
Ljudstvo Naši se je naučilo kitajske klasične glasbe od obiskovalcev iz Nandžinga v času dinastije Ming in to glasbo igrajo še danes, dolgo potem, ko je umetnost v drugih delih Kitajske izumrla. Stari glasbeniki so bili organizirani za redne nastope v starem mestnem jedru Dajana in manj redne nastope v odročnih vaseh.
Vzporedno s tem dobro ohranjenim dokazom o kulturi Han prebiva lokalna kultura Naši, kar je še danes mogoče videti v starem mestnem jedru in na številnih uličnih vogalih v obliki krožnih plesov, ki se jih udeležujejo mladi in stari iz lokalnih sosesk. Krožne plese starega mesta Dajan vodijo ženske Haši v lokalni noši Naši.
Ples v krogu v nošah je tudi navada Tibetancev severno od Lidžjanga in ljudstva Bai na jugu. Prej je bilo v starem mestnem jedru Dajan veliko tibetanskih in bai naselbin, vendar je bila večina teh ljudi preseljena v okrožja stran od turističnih območij. Tibetanske plese v krogu je mogoče občasno videti v starem mestnem jedru Dajana, bolj redno pa na zasebnih vrtovih in v Nongdžjale (农家乐) na srečanjih lokalnih Tibetancev. Nakhi in tibetanski ples v krogu se izvaja zunaj mestnih tibetanskih templjev Venfeng Si (文峰寺) na gori Venbifeng (文笔峰), Džijun Si (指云寺) blizu jezera Laši Hai (拉市海) in Fuguo Si (富国寺) na gori Žadastega zmaja (玉龙雪山), zlasti ob dnevih tempeljskih praznikov.
Širši Lidžjang (vključno z Dajanom in dvema vasema na severu, imenovanima Baiša (白沙) oziroma Šuhe (束河) je bil vpisan na Unescov seznam svetovne dediščine 4. decembra 1997. Od takrat je lokalna oblast prevzela več odgovornosti za razvoj in zaščito starega mesta. Turizem v Lidžjangu se je v zadnjih dvajsetih letih povečal, obiskujejo ga popotniki z vsega sveta, čeprav je večina turistov še vedno Han Kitajcev iz drugih delov Kitajske; staro mesto Dajan je bilo obsežno prenovljeno z namenom, da bi povečali svojo komercialno privlačnost za kitajske turiste Han, resnično stare zgradbe pa so zdaj v manjšini.

## Urbana struktura
Staro mesto Lidžjang, zgrajeno na pobočju gore Šizi, je obrnjeno proti jugovzhodu in gleda na dolino reke Jangzi (lokalno imenovano Džinša), nekaj deset kilometrov po njenem izhodu iz soteske Tigrovega skoka.
Za razliko od drugih starodavnih kitajskih mest staro mesto nima pravilne urbane strukture, saj se je moralo vključiti v naravno okolje, saj se nahaja na 2400 m nadmorske višine med tremi gorami, ki ga obdajajo, vodotoki, ki ga prečkajo; zaradi znatne potresne aktivnosti regije je edinstvena.
Tudi mesto nikoli ni bilo obdano z obzidjem. Na to temo kroži tudi zgodba: kitajska črka mù (木), ime družine, ki je več stoletij vladala Lidžjangu, postavljena v okvir, ki predstavlja obzidje, postane črka kùn (困), ki ima pomen obleganje oz. težka situacija; Mu niso želeli, da bi se znašli »ujeti kot podgane« v mestu, to bi bil razlog, zakaj okoli Lidžjanga ni bilo nikoli zgrajeno nobeno obzidje.
Odsotnost pravilne urbane strukture pa mestu ne preprečuje velike arhitekturne harmonije. Dejansko, če so bile konstrukcije zasnovane tako, da kar najbolje izkoristijo posebno naravo vsake dežele, slog kljub temu ostaja zelo homogen, združuje tako arhitekturno tradicijo osrednje kitajske nižine, Bai in Tibetancev, kot tudi inovacije, ki so jih prinesli lokalno prebivalstvo Naši, predvsem zato, da se zaščitijo pred soncem, mrazom, poplavami in potresi.

## Kanalsko omrežje
Staro mesto Lidžjang namaka potok, ki prihaja iz Heilongtana (kitajsko: 黑龙潭, porečje Črnega zmaja), jezera s površino 40.000 m², kjer se zbirajo vode več deset gorskih izvirov. Na vhodu v mesto se loči v tri krake, vzhodno, osrednjo in zahodno reko, ki napajajo mrežo kanalov, na katere so povezane vse hiše.
Številne kanale, ki prečkajo mesto, prečka 354 mostov, kar pojasnjuje, zakaj Lidžjang imenujejo tudi »mesto mostov«. Njihovih oblik je več, od najpreprostejših mostov iz lesenih desk do »hodniških mostov«, ki nudijo zavetje pred dežjem, tudi bolj klasičnih mostov.

## Stanovanjske hiše
Stanovanjske hiše so najpogosteje dvonadstropne, višine približno 7,5 m, redkeje trinadstropne. Njihova osnovna konstrukcija, ki stoji na kamnitih temeljih, je napol lesena, lesen okvir je običajno napolnjen z opeko iz blata v pritličju in deskami v zgornjih nadstropjih. Obloge zunanjih sten so različne: lahko so v celoti iz lesa ali v ometane, prekritem z apnnom, streha pa je vedno iz ploščic. Hiše imajo pogosto verando ali zunanji hodnik.
Velik pomen ima zunanja dekoracija: vidni leseni elementi, vratni in okenski okvirji, strešni tramovi, oboki so bogato poslikani z upodobitvami življenja ali kulture, tlakovanje notranjih dvorišč pa pogosto predstavlja folklorne teme ali živalske ali rastlinske motive, predvsem rože, ptice ali ribe.
Posebna pozornost je bila namenjena različnim konstrukcijskim detajlom, s ciljem povečanja odpornosti objektov proti potresom. Na primer, leseni okvirji vrat in oken so upogljivi, navpične deske pa rahlo nagnjene navznoter.
Številni napisi in izložbe so napisani ne le v kitajščini, temveč tudi v Dongbaju, izključno piktografski pisavi, ki jo uporabljajo Naši.

## Kultura
Predstave skupine Nakhi of Dongjing Music, starodavne oblike kitajske obredne glasbe Han, je mogoče poslušati za plačilo v Dajanu in za donacijo v Šuheju, Baiši in včasih v drugih vaseh na tem območju. Draga glamurizacija Tea in Horse Caravans je predstavljena v obliki muzikala, ki ga organizira filmski producent in režiser Džang Jimou.

## Zadnje spremembe
Pritok turistov, ki je sledil vpisu starodavnega mesta Lidžjang na Unescov seznam svetovne dediščine, je imel dramatične posledice. Večina prebivalcev starodavnega mesta Naši se je odselila zaradi naraščajočih stroškov stanovanja in hrane, le da so jih nadomestili s turističnimi obrati, ki plačujejo ogromne najemnine lastnikom Naši, ki so se zdaj umaknili v novo mestno območje. Rast teh turističnih podjetij je večinoma nenadzorovana.

## Galerija
- Lidžjang ponoči
- Vhod v Mu Mansion
- Laguna Črnega zmaja